# Pidigan
Pidigan ist eine philippinische Stadtgemeinde in der Provinz Abra. Sie hat 12.185 Einwohner (Zensus 2015).

## Baranggays
Pidigan ist politisch unterteilt in 15 Baranggays.
| - Alinaya - Arab - Garreta - Immuli - Laskig | - Naguirayan - Monggoc - Pamutic - Pangtud - Poblacion East | - Poblacion West - San Diego - Sulbec - Suyo (Malidong) - Yuyeng |